# Premio Princesa de Asturias de Investigación Científica y Técnica
Los Premios Princesa de Asturias de Investigación Científica y Técnica (llamados Premios Príncipe de Asturias de Investigación Científica y Técnica hasta 2014) son un reconocimiento internacional que se concede anualmente desde 1981 a la persona cuyos descubrimientos o labor de investigación representen una contribución relevante para el progreso de la humanidad en los campos de las matemáticas, la física, la química y la biología, así como en las técnicas y las tecnologías relacionadas con ellas.

## Lista de galardonados
| Año     | Premiado                                                                                        | Actividad                                                                     | Nacionalidad                                                                           |  |
| ------- | ----------------------------------------------------------------------------------------------- | ----------------------------------------------------------------------------- | -------------------------------------------------------------------------------------- |  |
| 1981    | Alberto Sols                                                                                    | Bioquímico                                                                    | España                                                                                 |  |
| 1982    | Manuel Ballester Boix                                                                           | Químico                                                                       | España                                                                                 |  |
| 1983    | Luis Santaló                                                                                    | Matemático                                                                    | Argentina · España                                                                     |  |
| 1984    | Antonio García-Bellido                                                                          | Biólogo y genetista                                                           | España                                                                                 |  |
| 1985    | David Vázquez Martínez Emilio Rosenblueth                                                       | Biólogo Ingeniero sísmico                                                     | España · Argentina · México                                                            |  |
| 1986    | Antonio González González                                                                       | Químico                                                                       | España                                                                                 |  |
| 1987    | Pablo Rudomín Jacinto Convit                                                                    | Neurólogo Médico                                                              | México · Venezuela                                                                     |  |
| 1988    | Manuel Cardona Castro Marcos Moshinsky                                                          | Físicos                                                                       | España · México                                                                        |  |
| 1989    | Guido Münch                                                                                     | Astrofísico                                                                   | México                                                                                 |  |
| 1990    | Salvador Moncada Santiago Grisolía                                                              | Médico Bioquímico                                                             | Honduras · España                                                                      |  |
| 1991    | Francisco Gonzalo Bolívar Zapata                                                                | Bioquímico                                                                    | México                                                                                 |  |
| 1992    | Federico García Moliner                                                                         | Físico                                                                        | España                                                                                 |  |
| 1993    | Amable Liñán                                                                                    | Ingeniero                                                                     | España                                                                                 |  |
| 1994    | Manuel Elkin Patarroyo                                                                          | Médico                                                                        | Colombia                                                                               |  |
| 1995    | Instituto Nacional de Biodiversidad Manuel Losada Villasante                                    | Institución privada de investigación de la biodiversidad Bioquímico y biólogo | Costa Rica · España                                                                    |  |
| 1996    | Valentín Fuster                                                                                 | Cardiólogo                                                                    | España                                                                                 |  |
| 1997    | Equipo Investigador de Atapuerca (dirigido por Emiliano Aguirre)                                | Paleoantropólogos                                                             | España                                                                                 |  |
| 1998    | Pedro Miguel Echenique Emilio Méndez Pérez                                                      | Físicos                                                                       | España                                                                                 |  |
| 1999    | Ricardo Miledi Enrique Moreno González                                                          | Médicos                                                                       | México · España                                                                        |  |
| 2000    | Luc Montagnier Robert Gallo                                                                     | Médicos                                                                       | Francia Estados Unidos                                                                 |  |
| 2001    | Jean Weissenbach Craig Venter John Sulston Francis Collins Hamilton O. Smith                    | Biólogo Biólogo y genetista Químico Genetista Matemático y biólogo            | Francia Estados Unidos Reino Unido Estados Unidos                                      |  |
| 2002    | Lawrence G. Roberts Robert Kahn Vinton Cerf Tim Berners-Lee                                     | Científicos de la computación                                                 | Estados Unidos Reino Unido                                                             |  |
| 2003    | Jane Goodall                                                                                    | Biología y primatología                                                       | Reino Unido                                                                            |  |
| 2004    | Judah Folkman Tony Hunter Joan Massagué Solé Bert Vogelstein Robert Weinberg                    | Oncólogos                                                                     | Estados Unidos · Reino Unido · España · Estados Unidos · Estados Unidos                |  |
| 2005    | António Damásio                                                                                 | Médico y neurólogo                                                            | Portugal                                                                               |  |
| 2006    | Juan Ignacio Cirac Sasturain                                                                    | Físico                                                                        | España                                                                                 |  |
| 2007    | Ginés Morata Peter Lawrence                                                                     | Biólogos                                                                      | España · Reino Unido                                                                   |  |
| 2008    | Sumio Iijima Shūji Nakamura George M. Whitesides Robert S. Langer Tobin Marks                   | Físico Ingeniero electrónico Ingeniero Químico                                | Japón Estados Unidos                                                                   |  |
| 2009[2] | Ray Tomlinson Martin Cooper                                                                     | Ingenieros                                                                    | Estados Unidos                                                                         |  |
| 2010    | David Julius Linda R. Watkins Baruch Minke                                                      | Bioquímicos                                                                   | Estados Unidos Israel                                                                  |  |
| 2011    | Joseph Altman Arturo Álvarez-Buylla Giacomo Rizzolatti                                          | Neurobiólogos                                                                 | Estados Unidos · México · Italia                                                       |  |
| 2012    | Gregory Winter Richard Lerner                                                                   | Biólogo Patólogo                                                              | Reino Unido Estados Unidos                                                             |  |
| 2013    | Peter Higgs François Englert Organización Europea para la Investigación Nuclear                 | Físicos Acelerador de partículas                                              | Reino Unido · Bélgica · Unión Europea                                                  |  |
| 2014    | Avelino Corma Mark E. Davis Galen Stucky                                                        | Químicos                                                                      | España · Estados Unidos · Estados Unidos                                               |  |
| 2015    | Emmanuelle Charpentier Jennifer Doudna                                                          | Químicas, Biotecnólogas                                                       | Francia Estados Unidos                                                                 |  |
| 2016    | Hugh Herr                                                                                       | Ingeniero, profesor de biofísica y escalador                                  | Estados Unidos                                                                         |  |
| 2017    | Rainer Weiss Kip Thorne Barry Barish LIGO Scientific Collaboration                              | Astrofísicos                                                                  | Estados Unidos                                                                         |  |
| 2018    | Svante Pääbo                                                                                    | Biólogo                                                                       | Suecia                                                                                 |  |
| 2019    | Joanne Chory Sandra Myrna Díaz                                                                  | Biólogas                                                                      | Estados Unidos Argentina                                                               |  |
| 2020    | Emmanuel Candès Ingrid Daubechies Yves Meyer Terence Tao                                        | Matemáticos                                                                   | Francia · Bélgica · Francia · Australia                                                |  |
| 2021    | Katalin Karikó Drew Weissman Philip Felgner Uğur Şahin Özlem Türeci Derrick Rossi Sarah Gilbert | Médicos, inmunólogos y vacunólogos.[3]                                        | Hungría · Estados Unidos · Estados Unidos · Alemania · Alemania · Canadá · Reino Unido |  |
| 2022    | Geoffrey Hinton Yann LeCun Yoshua Bengio Demis Hassabis                                         | Informáticos                                                                  | Reino Unido · Francia · Canadá · Reino Unido                                           |  |
| 2023    | Jeffrey I. Gordon Peter Greenberg Bonnie L. Bassler                                             | Biólogos[4]                                                                   | Estados Unidos                                                                         |  |
| 2024    | Daniel J. Drucker, Jeffrey M. Friedman, Joel F. Habener, Jens Juul Holst, Svetlana Mojsov       | Médicos endocrinólogos, genetistas y bioquímicos                              | Canadá · Estados Unidos · Estados Unidos · Dinamarca · Estados Unidos                  |  |
| 2025    | Mary-Claire King                                                                                | Genetista                                                                     | Estados Unidos                                                                         |  |

## Galardonados por país
| País           | Número de galardonados |
| -------------- | ---------------------- |
| Estados Unidos | 30                     |
| España         | 19                     |
| Reino Unido    | 10                     |
| México         | 7                      |
| Francia        | 6                      |
| Alemania       | 2                      |
| Argentina      | 2                      |
| Bélgica        | 2                      |
| Canadá         | 2                      |
| Japón          | 2                      |
| Australia      | 1                      |
| Colombia       | 1                      |
| Costa Rica     | 1                      |
| Honduras       | 1                      |
| Hungría        | 1                      |
| Israel         | 1                      |
| Italia         | 1                      |
| Portugal       | 1                      |
| Suecia         | 1                      |
| Unión Europea  | 1                      |
| Venezuela      | 1                      |